# 國領神社
國領神社（こくりょうじんじゃ）は東京都調布市国領町1丁目に鎮座する神社。登記上の宗教法人名称は新字体を用いた国領神社（こくりょうじんじゃ）。
また、境内に御神木の千年乃藤があることから「千年乃藤のお宮」とも呼ばれており、この藤の木は「ちょうふ八景」（調布八景）の一つに数えられている。

## 祭神
主祭神は神産巣日神。配祭神として天照大御神、建速須佐之男命を祀る。

## 概歴・由緒
当社は、古く多摩川のほとり（杉森の地）に鎮座していた第六天社（後の國領神社）と神明社（八雲神明社または杉森神明社とも）の二社を合祀し、「國領神社」と総称される神社である。元の二社については、共に創建年代が不明となっている。また、氏子の地域は国領町、八雲台、染地に及んでいる。
第六天社（後の國領神社）の由緒
第六天社は鎌倉時代の頃、多摩川のほとりの「杉森の地」に鎮座していた。薬師如来の守護神たる十二神将の中の第6番目に位する第六天神を祀り、薬師寺（現常性寺）の管理下に置かれていたが、寛永17年（1640年）頃に常性寺が街道筋（甲州街道）に移るに際して共に国領町184番地（現在の八雲台1丁目・八雲台小学校裏の都営住宅の地点）へ遷座した。この遷座は度重なる洪水のために行われたもので、以降は国領の鎮守社となった。その後、明治の神仏分離によって同寺から分離され、明治4年（1871年）10月には村社（旧社格）に列格、さらに同8年（1875年）に「國領神社」へと改称し、祭神を神産巣日神とした。
神明社の由緒
神明社もかつては多摩川のほとりの「杉森の地」に鎮座し、「八雲神明社」または鎮座地に因んで「杉森神明社」とも呼ばれていた。荻窪・小川・小林等の一族が鎌倉よりこの地に移住し創建したと伝えられる。祭神は当初建速須佐之男命のみを祀り、第六天社と同様に薬師寺の管理下に置かれていたが、寛永17年の同寺移転に併せて国領町182番地（現在の国領町1丁目・現在地）へ遷座、明治42年（1909年）11月17日に天照大御神の神霊を迎えて合祀した。
両社の合祀・社殿の造営
旧國領神社の境内地近辺にて都営住宅の建築計画が持ち上がり、やむなく同社の土地を移譲することとなった。このため、昭和38年（1963年）10月12日には神明社の土地に旧國領神社を迎え、新たな社殿を造営した上で両社を合祀し、社名については「國領神社」を受け継いでいる。

## 御神木の「千年乃藤」

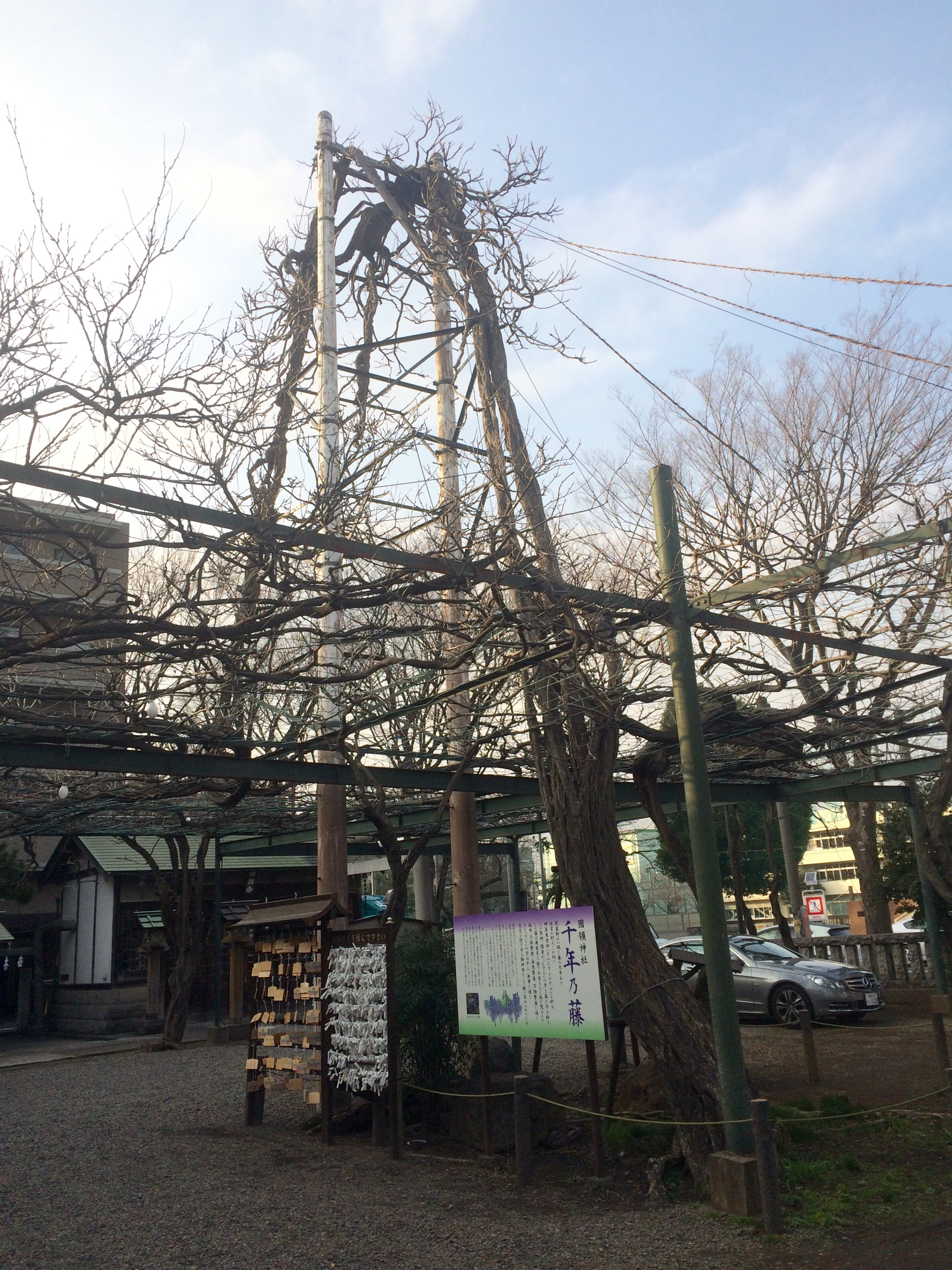
藤の木は二本の電柱のてっぺんまで伸びている

前述の神明社が当地に遷座した際の寛永17年（1640年）にはこの藤の木は既に存在しており、樹齢400〜500年とも言われている。当地の人々により古くから畏敬の念を込めて「千年乃藤」（千年藤）と呼ばれ、長い歳月を経て今もなおよく延びて茂るため、延命や子孫繁栄などの御利益があるとされている。
以前は大きな欅（ケヤキ）の木に絡まり現在の甲州街道の方まで延びていたが、落雷により欅が枯れ倒木の恐れも出てきたため、それに代わるものとして昭和47年（1972年）4月に高さ約12メートルの電柱が二本と高さ約4メートル・面積約400平方メートルに及ぶ鉄骨製の藤棚を造った。現在では藤の木が電柱のてっぺんまで延び、そこから下って藤棚の一面に広がっている。
藤の花は4月下旬〜5月上旬（ゴールデンウィーク）の頃に開花し、当社の境内が一面薄紫色に染まり藤の花の香りが境内のみならず近隣にも広がる。この光景は「ちょうふ八景」（調布八景）の一つに数えられている。
イヌシデの御神徳
かつては境内に根本から二股に分かれたイヌシデの老木があり、二股を跨ぐと子宝に恵まれるとも言われていた。しかし、台風により倒木し根元の保存にも務めたが朽ちて現存しない。この子宝の恵みの御神徳については、「千年乃藤」に合祀され現在も受け継がれている。

## 境内外社（末社）
境内社
当社社殿脇にある末社鎮座地には、以下の稲荷神社の石祠二つ（祭神：共に宇迦之御魂神）が並んで祀られている。共に昭和38年の旧國領神社移転の際に境内地に遷座されたものである。
- カサモリ稲荷（カサマ稲荷） - 創建・由緒など不詳。石祠には明治45年（1912年）の刻銘あり[2][注 1]。
- 八雲稲荷（荻窪稲荷） - 北条氏の落ち武者、荻窪玄蕃守が当地に屋敷を構えた際にその鬼門除けとして祀ったことが伝えられている。元は村内の神明社境内に祀られていた。石祠には大正11年（1922年）の刻銘あり[2]。

境外社
境外の末社として以下の稲荷神社（祭神：宇迦之御魂神）が存在する。
- 矢ヶ崎稲荷 - 東京都調布市国領町7丁目54番地1に鎮座[9]。元は矢ケ崎長左衛門家の屋敷神であったとも伝えられており[10]、『新編武蔵国風土記稿』では「村持鎮守」とされる[11]。また、2月には矢ヶ崎自治会により初午の例祭が行われる[10][12]。

## 祭事
- 1月12日：歳旦祭
- 2月節分：節分祭
- 2月12日：祈年祭
- 4月12日：春季例大祭
- 10月12日：秋季例大差
- 10月体育の日前日：神幸祭
- 11月12日：新嘗祭
- 12月31日：大祓祭

## アクセス
当社は甲州街道沿いに面している。
公共交通機関
- 京王線「布田駅」（北口）より徒歩約5分
- 京王線「調布駅」（北口）より京王バスの吉14系統（吉祥寺駅行き）・調34系統（深大寺行き）・調35系統（杏林大学病院行き）バスに乗車
  - 「布田」あるいは「八雲台小学校前」下車徒歩約3分

## ギャラリー

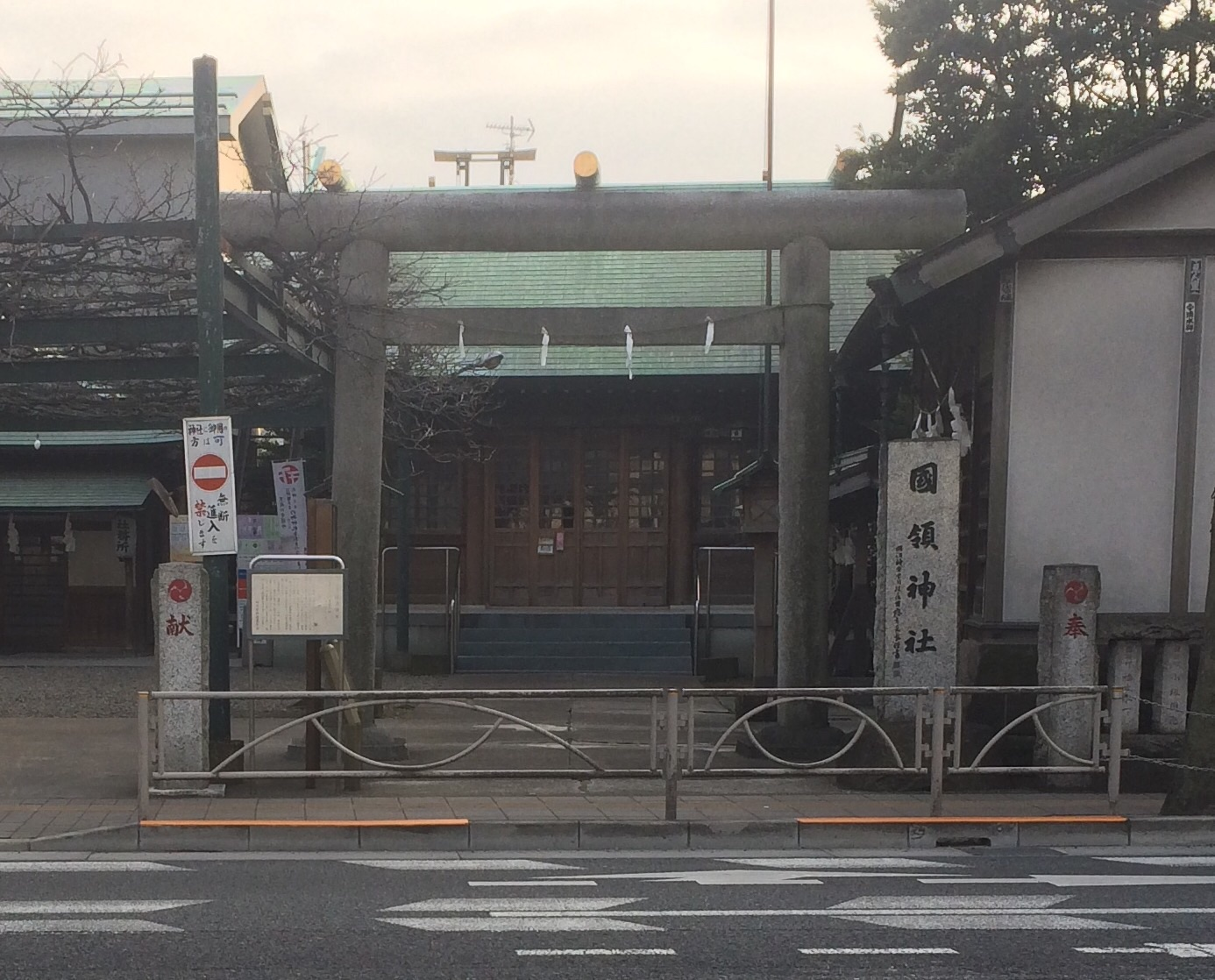
正面（北側）鳥居と社号標
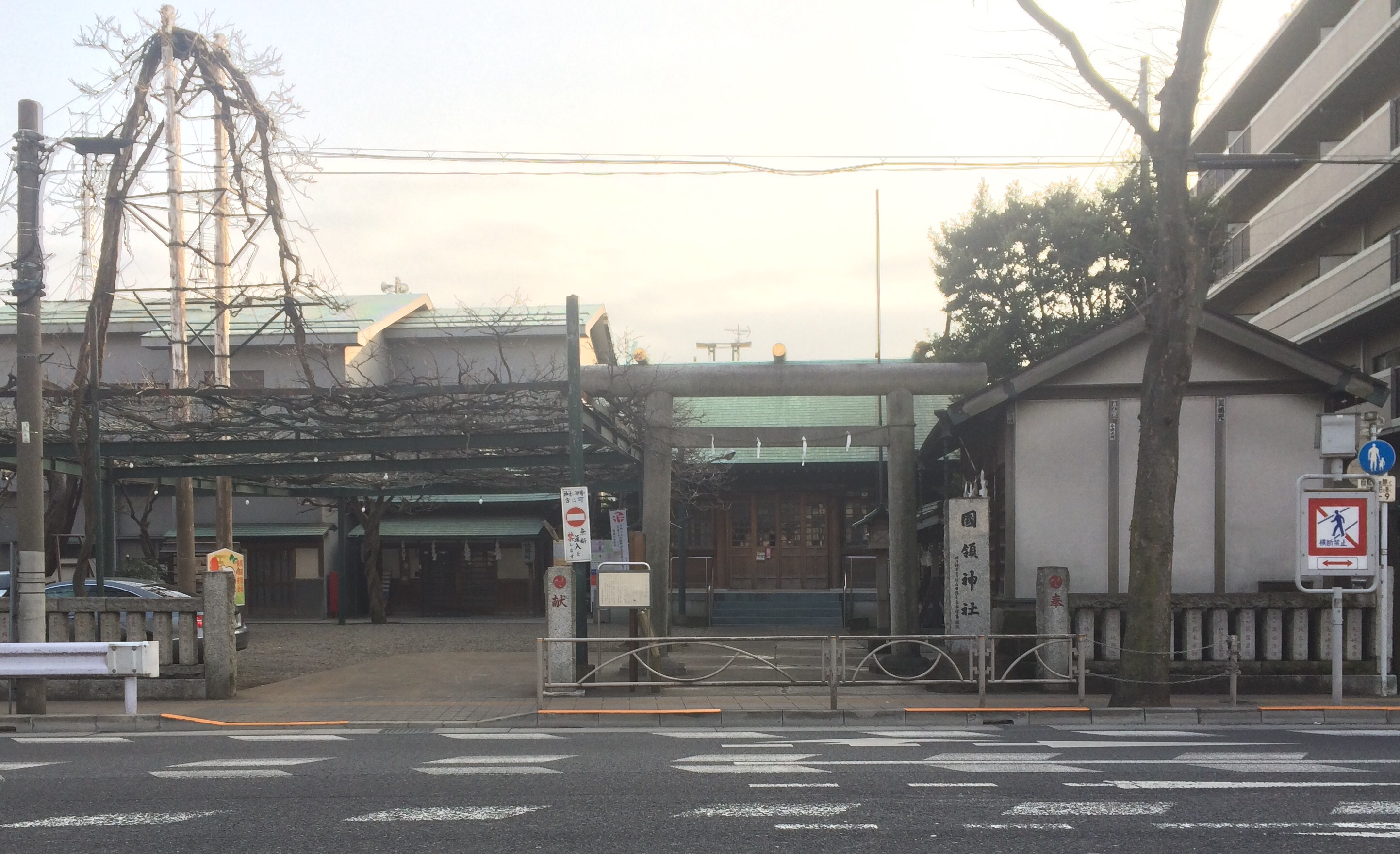
正面（北側）より境内を撮影、左手には「千年乃藤」が広がる
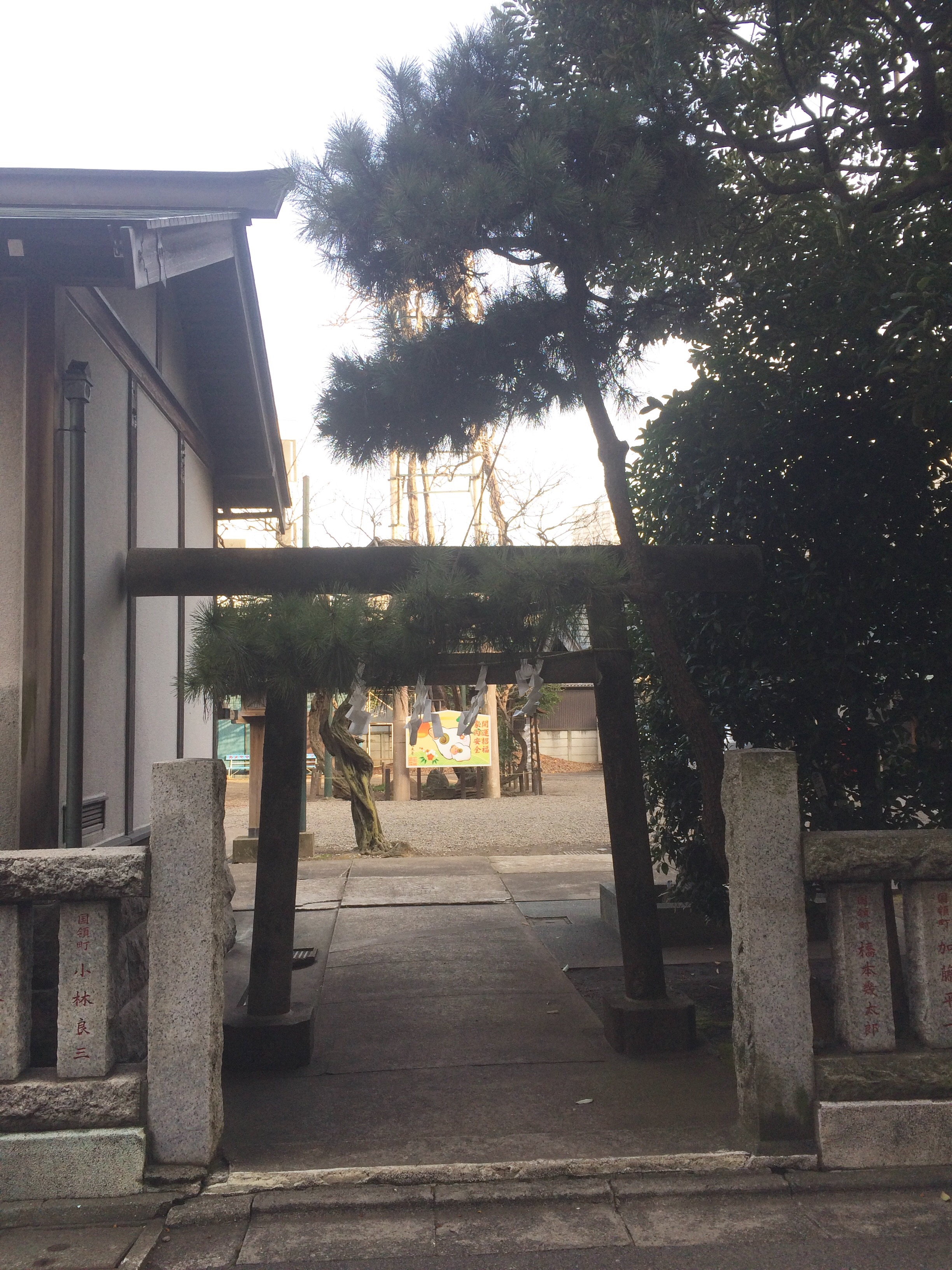
西側鳥居
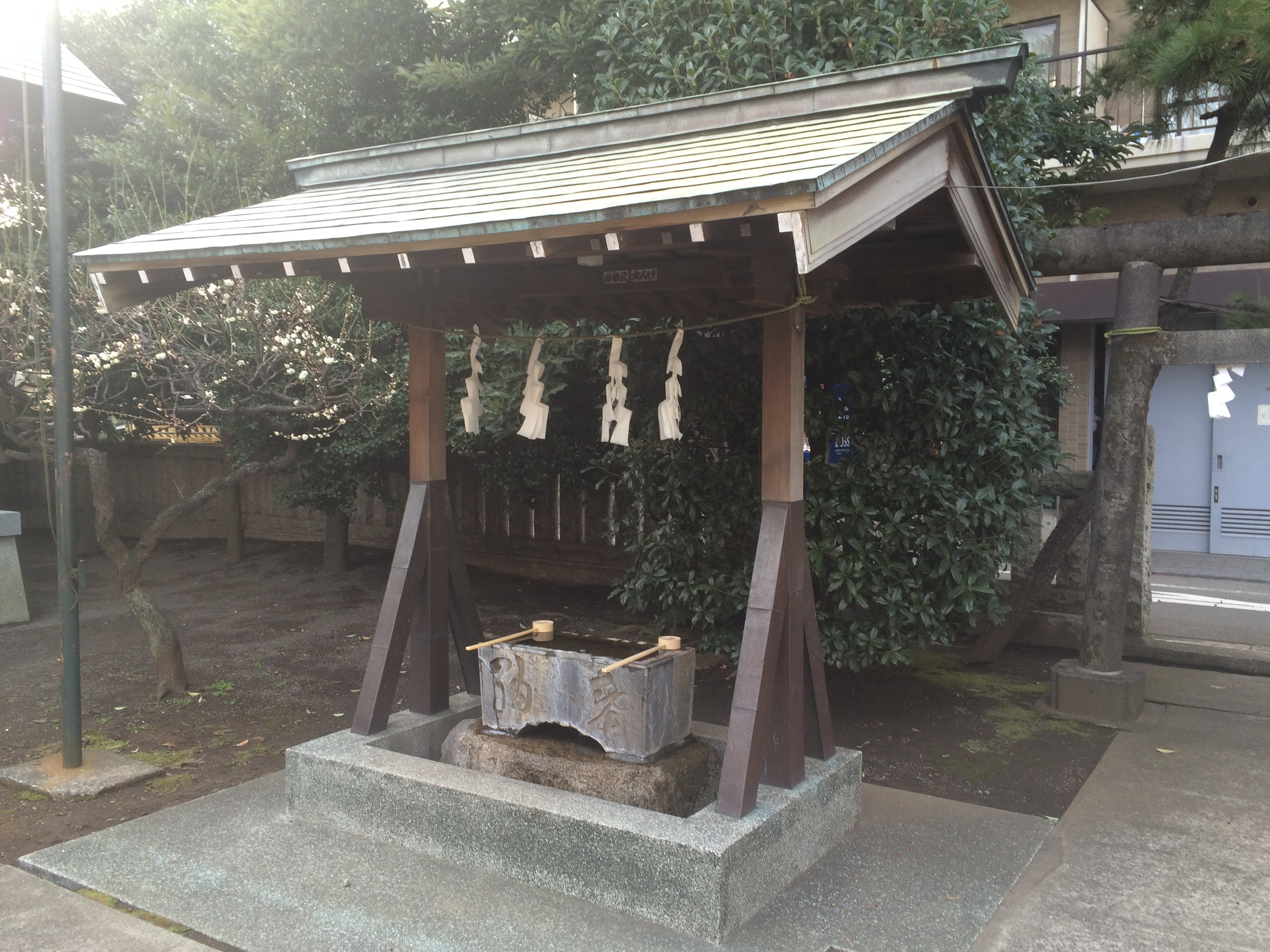
手水舎
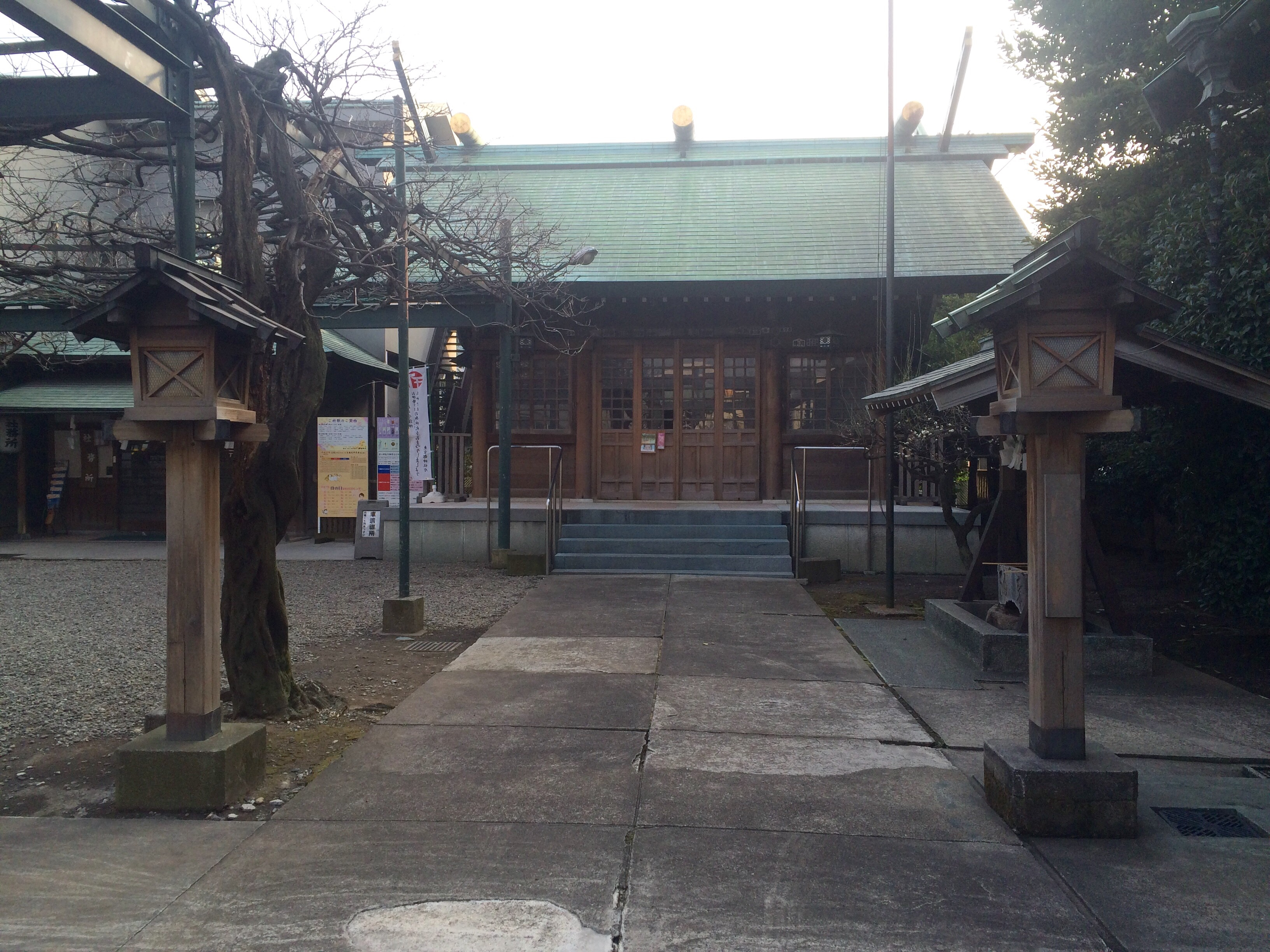
燈籠手前より拝殿を撮影
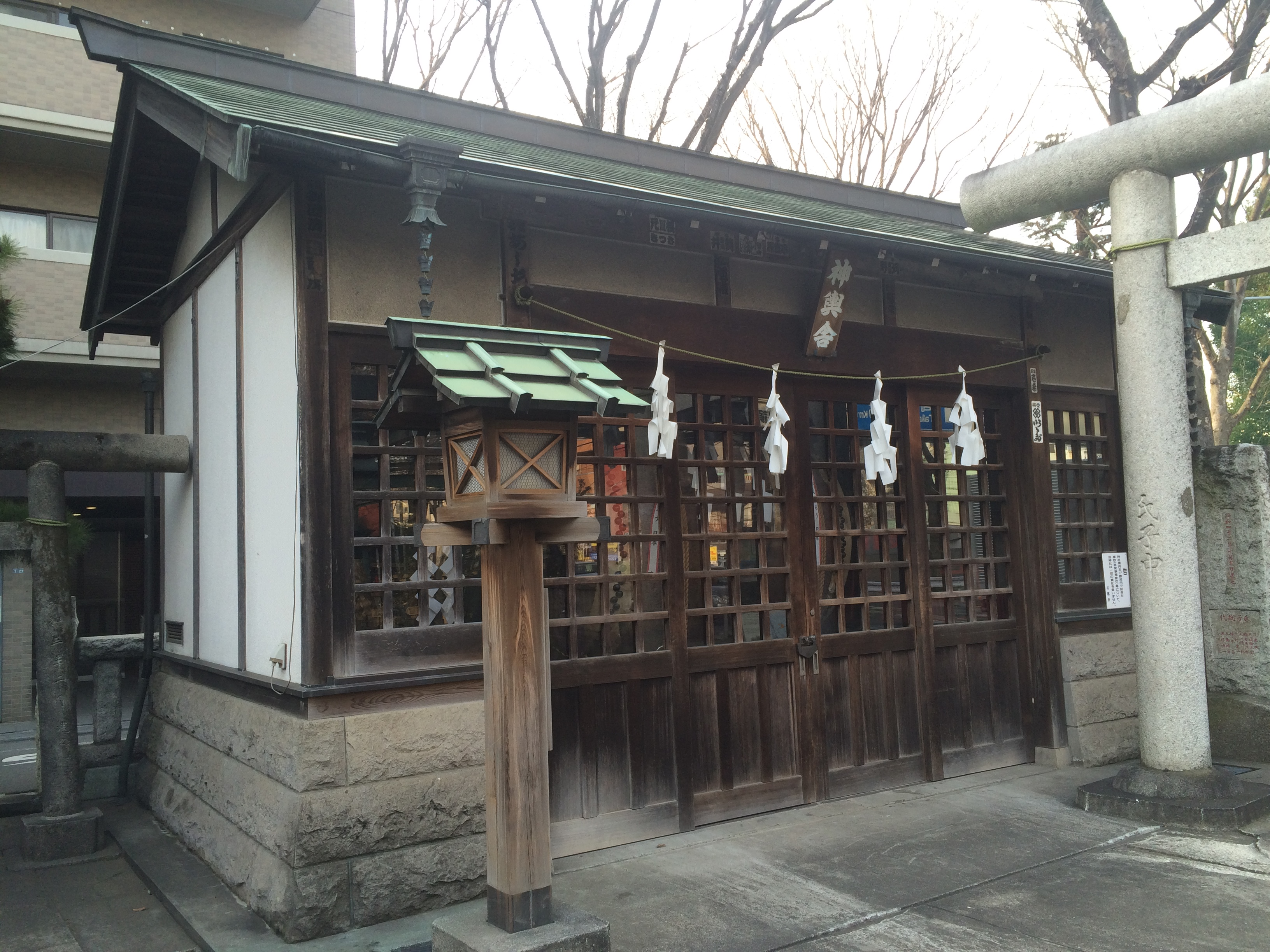
神輿舎

## その他
- 当社の兼務社（当社が管理を兼務する神社）には、当社と同じく調布市内にある嚴嶋神社、糟嶺神社、稲荷神社（田中稲荷）、三鷹市にある中嶋神社、八幡社（野崎八幡社）、古八幡社（大沢八幡神社の旧地）、府中市にある神明社、八幡神社（車返八幡神社）の計八社が存在する[13]。